# Александар Глинтић
Александар Глинтић (рођен 19. априла 1976. у Травнику) је бивши српски кошаркаш. Играо је на позицијама крилног центра и центра.

## Каријера
Глинтић је играо у млађим категоријама Партизана и као млад играч је био у саставу црно-белих две сезоне (од 1992. до 1994) али није добијао пуно прилике да игра. Након одласка из Партизана играо је за Беовук и Беобанку. У лето 2000. се вратио у Партизан. Одиграо је две сезоне и за то време је освојио једну титулу и куп. Одиграо је прво Супролигу, а потом и новоформирану Евролигу углавном улазећи у игру са клупе. 
Након одласка из Партизана одиграо је једну сезону за ОКК Београд, да би за сезону 2003/04. потписао уговор са бугарском екипом Лукојл академик. У фебруару 2005. је потписао уговор до краја сезоне са Игокеом. У августу 2005. је потписао уговор са грчким Ираклисом, али их је већ крајем октобра напустио. У јануару 2007. се вратио у Србију и потписао за екипу Визуре где остаје годину и по дана. Своју последњу сезону је одиграо у румунској екипи У Клуж-Напока.

## Успеси

### Клупски
- Партизан:
  - Првенство СР Југославије (1): 2001/02.
  - Куп СР Југославије (2): 1993/94, 2001/02.

### Репрезентативни
- Светско првенство до 22 године:  1997.
- Медитеранске игре:  1997.
- Европско првенство до 22 године:  1998.